# Йодаргірит

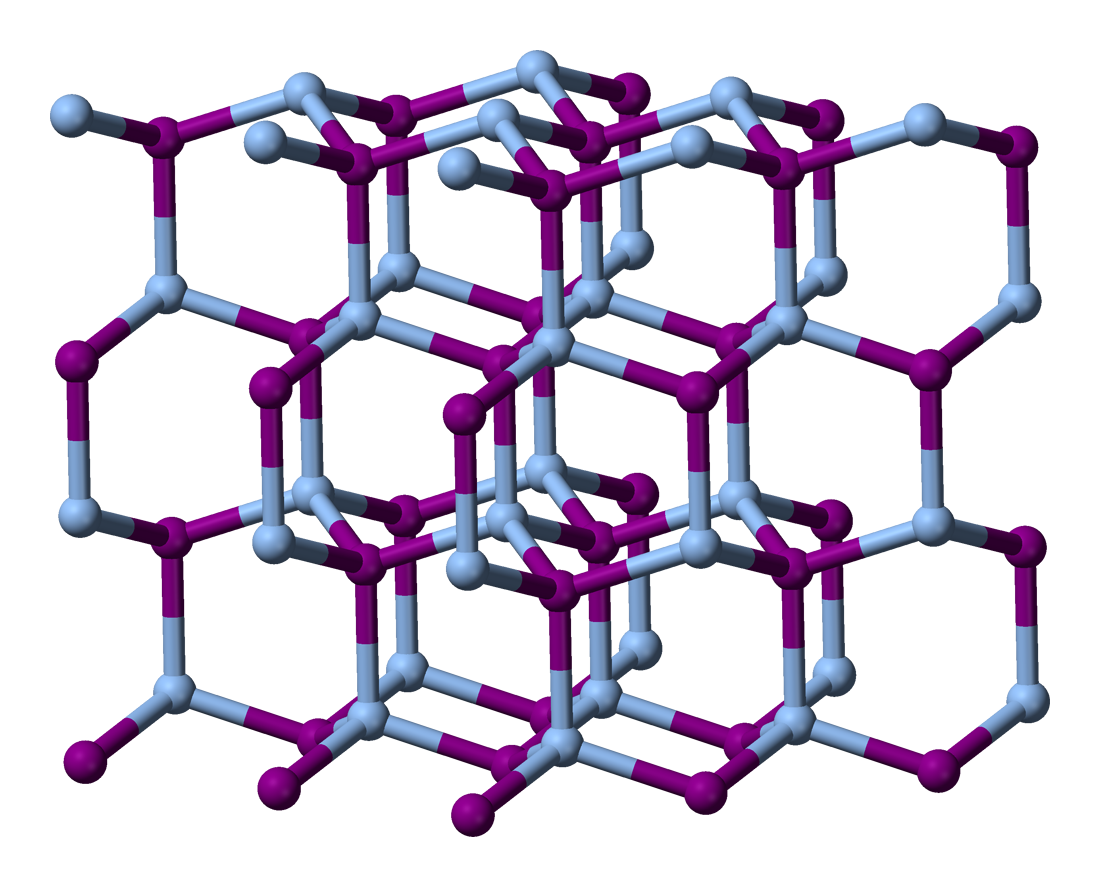
Структура йодиду срібла

Йодаргірит (рос. йодаргирит; англ. jodargyrite; нім. Jodargyrit m) — мінерал, йодид срібла координаційної будови.

## Етимологія та історія
Відкритий у 1859 році на шахті у муніципалітеті Консепсьйон дель Оро, штат Сакатекас (Мексика). Назва — за хімічний складом.

## Загальний опис
Хімічна формула: AgI. Склад у %: Ag — 45,95; I — 54,05. Домішки: Cl, Br. Сингонія гексагональна. Густина 5,69. Твердість 1,5. Безбарвний, блідо-жовтий, жовтий, коричневий. Риса жовта. Блиск смолистий до алмазного. Прозорий. Гнучкий. Злам раковистий. Вторинний мінерал зони окиснення срібних родовищ. Рідкісний.